# Мампрусі
Мампрусі — етнічна група на півночі Гани і Того. За оцінками, станом на 2013 рік у північних регіонах Гани проживало близько 200 000 мампрусі, які розмовляють мовою мампрулі, однією з гурських мов. У Гані мампрусі живуть переважно в Налерігу, Гамбазі, Валевале та навколишніх містах і селах у Північно-Східної області. Вони походять з Верхньо-Східної області, головним чином, з Бавку, а також мешкають у деяких частинах Верхньо-Західної області.

## Історія
Королівство Мампругу — найстаріше королівство, яке випередило всі інші на століття, на території, яка згодом буде названа Золотим Берегом, а згодом Ганою. Королівство було засноване приблизно в ХІІІ столітті Великим Наа Гбанваа у Пусізі, селі за 14 кілометрів від Бавку, тому мампруси шанують Бавку як батьківщину своїх предків. Могила Наа Гбанваа знаходиться в Пусізі.
Королівство охоплює більшу частину північно-східної, північної, верхньо-східної та верхньо-західної областей Гани, частини північного Того та Буркіна-Фасо.

Історія монархії Мампрусі бере свій початок від великого воїна на ім'я Тохазі. Тохазі означає «Червоний мисливець». Він отримав це ім'я від свого народу, бо мав світлий колір обличчя. Онук Тохазі, Наа Гбанваа, оселився в Пусізі і заснував Мампругу.
Мампрусі — найстарший представник етнічної групи моле-гурма (моле-дагбамба): Мампрусі, Дагомба, Нанумба та Мосі.

### Правителі
| Роки правління               | Ім'я                   |
| ---------------------------- | ---------------------- |
| прибл. 1450                  | Невідомий              |
| 1688-1742                    | Атабія Зонтууа         |
| 1742-1750                    | Ямуса Джерінга         |
| 17??-17??                    | Махаман Куругу         |
| 17??-17??                    | Сулімані Апісі         |
| 17??-17??                    | Харуна Боно            |
| 17??-17??                    | Андані Яхая            |
| 17??-1790                    | Махама Кулугуба        |
| 1790-1830                    | Саліфу Саатанкугрі     |
| 1830-1833                    | Абдурахамані Дамбоно   |
| 1833-1850                    | Давура Ніонго          |
| 1850-1864                    | Азабу Пагрі            |
| 1864-1901                    | Ямуса Барга            |
| 1902-1905                    | Суліману Сігрі         |
| 1906-1909                    | Зінія Зоре Абдуру      |
| 1909-1915                    | Махама Вубуга          |
| 1915-1933                    | Махама Ваафу           |
| 1934-1943                    | Бадімсугуру Зулім      |
| 1943                         | Саліфу Салему          |
| 1943-1947                    | Абуду Соро Кобулга     |
| 1947-1966                    | Абдулай Шеріга         |
| 1967-1985                    | Адам Бадімсугуру Бонгу |
| 1986-1987                    | Сулемана Саліфу Саа    |
| 1987-9 червня 2003           | Гамні Мохамаду Абдулай |
| 27 січня 2004-теперішній час | Богагу Абдулай Махамі  |

## Культура
Переважна більшість народу мампрусі є послідовниками ісламу. Мампрусі почали навертатися в іслам у XVII столітті під впливом дюльських купців.
Традиційні заняття мампрусі включають землеробство та розведення худоби.